# Sgt. Kabukiman N.Y.P.D.
(Un giornalista)
Sgt. Kabukiman N.Y.P.D. è un film del 1991, diretto da Lloyd Kaufman e Michael Herz, prodotto dalla Troma.
Si tratta di una parodia dei generi poliziesco e d'azione. Alla sua uscita nelle sale cinematografiche statunitensi non ebbe un gran successo, ma successivamente è divenuto uno dei film più venduti in DVD della Troma. Ha generato un sequel, un film TV intitolato Sgt. Kabukiman Public Service Announcement. Il protagonista è divenuto uno dei simboli della Troma. Il tema musicale del film è una versione rock della Madama Butterfly di Giacomo Puccini.

## Trama
Il sergente del New York City Police Department Harry Griswold (Rick Gianasi), imbranato e inetto, si reca per caso a una rappresentazione di teatro giapponese kabuki. Dopo una sparatoria, uno degli attori viene ucciso e in punto di morte dona al sergente i poteri di Kabukiman.
Harry, inizialmente incredulo, finisce con l'accettare i propri poteri e con l'aiuto di Lotus (Susan Byun), nipote dell'attore morto, compie un addestramento speciale fino ad ottenere il pieno controllo di tali poteri.
Le sue armi sono bacchette, ventagli, ombrellini, spaghetti. Sa anche volare e controllare col pensiero i suoi zoccoli.
Si troverà nei panni del prescelto che dovrà cercare di scongiurare l'avverarsi di un'antica profezia cinese.

## Collegamenti ad altre pellicole
- Il sergente Kabukiman appare anche in Terror Firmer, diretto da Lloyd Kaufman nel 1999.
- In Citizen Toxie: The Toxic Avenger IV, diretto da Lloyd Kaufman e Michael Herz nel 2000, il sergente Kabukiman dà la caccia a Toxic Avenger, credendolo il suo doppio malvagio Noxious Offender, e ne ingravida ubriaco la moglie.
- Sempre in Citizen Toxie: The Toxic Avenger IV si vede per la prima volta il doppione malvagio del sergente Kabukiman, Evil Kabukiman. La maschera è uguale fatta eccezione per le righe sulla faccia, che il suo doppio ha dorate. Inoltre, Evil Kabukiman veste come un boss della yakuza.
- In Tromeo and Juliet, diretto da Lloyd Kaufman nel 1996, durante un party uno dei personaggi indossa il costume del sergente Kabukiman.
- In Orgazmo, diretto da Trey Parker nel 1997, è presente il poster del film.
- In questo film è presente una scena in cui una macchina si ribalta e prende fuoco: questa diventerà una delle sequenze ricorrenti in altri film della Troma. È infatti presente anche in Tromeo and Juliet, Terror Firmer, Citizen Toxie: The Toxic Avenger IV e Poultrygeist: Night of the Chicken Dead.